# Starac Milija
Starac Milija, auch Starac Milija Kolašinac, (* um 1770; † 1822) war ein serbischer Guslar aus Kolašin im heutigen Montenegro (vormals „Alte Herzegowina“ im Osmanischen Reich) der als illiterater Epiker der Oral poetry zugeordnet wird. Starac Milija war einer der Guslen-Instrumentenspieler, von dem Vuk Stefanović Karadžić einige seiner bedeutendsten Epen für die Ausgabe der Serbischen Volkslieder niedergeschrieben hat. Vier Epen der Serbischen Volkslieder (IV. Buch der Leipziger Ausgabe der Serbischen Volkslieder, 1823 – „Narodne srpske pjesme“) mit insgesamt 3284 Versen entstammen der Dichtung Milijas. Die von Starac Milija notierten Epen sind allgemein die längsten der christlichen Tradition in der südslawischen Oral literature, die in Vuk Karadžić’ Sammlung Südslawischer Epen Eingang gefunden haben. Vuk lernte den von einem schweren Leben und Alkoholismus gezeichneten Starac Milija in seinem letzten Lebensjahr 1822 kennen. Zwei Epen Milijas wurde bald nach deren Veröffentlichung durch Goethe ausführlicher rezipiert.

## Leben
Ein wesentlicher Beitrag der serbo-kroatischen Epischen Gesänge die Vuk Kardžić zu Anfang des 19. Jahrhunderts verschriftlichen konnte, entstammten den Hajduken, Gesetzeslosen, die durch biografische Ereignisse aus ihrem sozialen Dorf-Umfeld entwurzelt wurden und ein verstecktes Leben in den Wäldern und Bergen führten. Die biografischen Wege der Haiduken zeichnen sich vielfach in ihren Gesängen zur Gusle nach. Auch das Epos Banović Strahinja hatte Vuk Karađić von einem Haiduken, dem Starac Milija (Weisen Milija, Starac ist hier die Ehrenbezeichnung eines weisen Mannes) aufgeschrieben, der am Kopf durch eine Rangelei mit Türken in Kolašin fürchterlich entstellt, als altersschwacher Mann zur Flucht aus Kolašin in der herzegowinischen Heimat gezwungen wurde und sich aufgrund seiner eigenen Misere ohne reichlich Sliwowitz außerstande und unwillig zur Gusle vorzutragen, zeigte. Dem persönlichen Unglück des Weisen Milija sind die Motive von Zerstörung, Heimatlosigkeit und die breiteren Konzepte aus der dörflichen patriarchalen Lebensform der verlorenen Heimat, geschuldet. Im Verhalten der Heroen in den Epen des Weisen Milija manifestieren sich die Veränderungen eines gewissen Verfalls der patriarchalischen Moralvorstellungen, die seine Zeit im Übergang der mittelalterlichen osmanischen Feudalgesellschaft in eine an moderne Gesellschaftsströmungen Europas charakterisierten.
Vuk hatte von Milija 1820 erfahren und Fürst Miloš Obrenović gebeten, diesen in Kragujevac für sein Projekt der Niederschrift der serbischen Volkslieder von den zuständigen Verwaltungsbehörden in Paračin ausfindig zu machen. Zwei Jahre später konnte er den als Bauern lebenden Milija in Kragujevac für die Niederschrift von Vier Epen aufsuchen, die er durch die gesundheitlichen und psychischen Probleme des Dichters in Fünfzehn Tagen notieren musste. Durch die Anstachelung durch Dorfbewohner, die Vuk Karadžić als Nichtstuer diffamierten, zeigte sich Milija bald unwillig, sich mit Vuk weiter zu beschäftigen. Nach Erhalt des vom Fürsten Miloš ausgelobten Bezahlung versteckte sich Starac Milija schließlich und wurde 1823 bei Vuks' Rückkehr nicht mehr aufgefunden. Im Dorf wurde ihm nur noch mitgeteilt, dass Milija verstorben war.

## Rezeption
Goethe
Das Erste Epos Milijas, das in Europas literaturkritischen Kreisen rezipiert wurde, ohne dass jedoch dabei auf den Autor Bezug genommen wurde, war die teilweise Übersetzung der »Hochzeit des Maxim Cernojewitsch« („Ženidbe Maksima Crnojevića“) durch Johann Severin Vater, welches Goethe in seiner bedeutendsten Studie zur Serbischen Volksepik – Serbische Lieder – als besonders wichtig herausstrich. Jedoch wurde insbesondere das Verhalten Banović Strahinjas, der seine mit einem türkischen Pascha untreu gewordenen Frau begnadigte, literaturhistorisch noch stärker rezipiert. So gab Goethe in einem Antwortbrief an Wilhelm Gerhard vom 21. April 1827 seiner Verwunderung nach der Lektüre darüber Ausdruck:

„...unter den hiesigen Freunden finden sich einige welche dem so hochbeleidigten serbischen Ehegatten dergleichen Nachricht keineswegs zutrauen, vielmehr dem Charakter gemäßer halten wollen, wenn er die Dame durch ihre neun Brüder in soviel Stücke hätte hauen lassen; deshalb beschuldigt man den Übersetzer solcher modernartigen Milderung. Ich zwar bin geneigt ein so barockes Verfahren einer barbarischen Willkür zuzutrauen, allein ich muß wünschen, daß Sie mir hierüber ein entschiedenes Wort vermelden, auch wohl Nummer und Seite anzeigen wo sich das Original in des guten Wuks Gedichten findet.“

Goethe hatte sich insgesamt über viele Jahre intensiv mit der Serbischen Volkspoesie beschäftigt. Vuk hatte dazu auf Empfehlung Jacob Grimms, Goethe 1823 in Weimar besucht und ihm zwei auch von Grimm übersetzte Epen (Aufmauerung Scutaris – Zidanje Skadra und Erbschaftstheilung) überreicht. Die Volkslieder der Serben erschienen mit Gedruckter Widmung an Goethe durch deren Übersetzerin Talvj, deren Werk er auch am 12. April 1824 besprochen hatte. Starac Milijas Banović Strahinja lernte er 1826 in der Übersetzung Wilhelm Gerhards kennen und hatte sie mit den anderen Übersetzungen Gerhards 1828 in einem Brief an Großherzog Carl August gelobt.

## Werke
- „Ženidbe Maksima Crnojevića“
- „Banović Strahinja“
- „Sestra Leke kapetana“
- „Gavran harambaša i Limo“